# Rošťák Beaumarchais
Rošťák Beaumarchais (v originále Beaumarchais, l'insolent) je francouzský historický film z roku 1996 s Fabricem Luchinim v roli francouzského spisovatele Pierra Augustina Carona de Beaumarchais. Předlohou filmu se stala divadelní hra autora Sachy Guitryho. Snímek měl světovou premiéru 20. března 1996.

## Děj
Francie v roce 1773: Pierre Augustin Caron de Beaumarchais, syn hodináře, se díky sňatku dostal do nejvyšších kruhů. Na zkoušce jeho nejnovější hry Lazebník sevillský se objeví mladý muž jménem Paul-Philippe Gudin, který chce na doporučení Voltaira, s nímž si Beaumarchais dopisuje, vstoupit do autorových služeb. Krátce nato posílá Beaumarchais Gudina ke své milence, herečce Marion Ménardové, které má zarecitovat báseň. Žárlivý vévoda de Chaulnes vyhrožuje, že Beaumarchaise zabije. Na Marioninu prosbu Gudin varuje básníka před vévodou a Beaumarchais jmenuje Gudina svým tajemníkem a životopiscem. V soudní síni dojde k souboji mezi Beaumarchaisem a vévodou de Chaulnes. Když Beaumarchaisovi hrozí, že souboj prohraje, objeví se několik vojáků a na králův rozkaz ho zatknou.
U soudu je Beaumarchais obviněn hrabětem de la Blache z podvodu ohledně dědictví, které nyní de la Blache požaduje zpět. Beaumarchais využije soudní proces jako místo k veřejnému obvinění parlamentu z korupce, ale nemůže uniknout rozsudku. Část jeho majetku je následně zabavena a je zbaven veřejné funkce. Jednoho večera za ním do jeho rezidence přijde mladá žena jménem Marie-Thérèse, se kterou se již dříve setkal. Zamilovala se do něj a chtěla by si ho vzít. Mezitím princ de Conti a politik Antoine de Sartine zajistí Beaumarchaisovi audienci u krále Ludvíka XV. Výměnou za znovuzískání jeho privilegií mu nabízí možnost sloužit jako tajný agent ve službách Jeho Veličenstva. V Anglii má obdržet mapu od rytíře d'Eon, s níž Francie hodlá zahájit invazi do Anglie.
S Marie-Thérèse, se kterou je nyní ženatý, cestuje Beaumarchais pod jménem Ronac do Anglie, kde ho jeho přítel lord Rochford na plese seznámí s rytířem d'Eon. Prostřednictvím d'Eona se také seznámí s Američanem Arthurem Leem, který bojuje za nezávislost Ameriky. Beaumarchais nabízí Leemu podporu. Když se potkají v přístavu, napadnou je angličtí vojáci. Beaumarchais skončí ve vězení. Během zajetí předělání svého Lazebníka. Stihne vydat i pamflet, ve kterém se vysmívá novému francouzskému králi Ludvíku XVI. Nakonec lord Rochford zajistí, že bude propuštěn z vězení, načež se Beaumarchais s Marie-Thérèse vrátí do Francie. Tam jeho upraveného Lazebníka odmítne veřejnost, a proto mu Gudin radí, aby se držel původní verze. Poté má hra obrovský úspěch.
S úmyslem podpořit americké povstalce ve válce za nezávislost, si Beaumarchais zajistí audienci u Ludvíka XVI., který mu nakonec dá povolení tajně pašovat zbraně do Ameriky. Pod jménem Rodrigue Hortales zakládá obchodní společnost, která ale brzy zkrachuje, protože za své lodě naložené zbraněmi nedostane z Ameriky žádné zboží. Nakonec mu Benjamin Franklin předá děkovný dopis od amerického Kongresu, který je mu velmi zavázán. Mezitím umírá princ de Conti, kterému Beaumarchais slíbil, že napíše pokračování Lazebníka. Po jeho smrti se Beaumarchais vrhne do práce a napíše Figarovu svatbu. Skutečnost, že tráví noci mimo domov, přivádí Marii-Thérèse, která jeho milostné avantýry dosud mlčky tolerovala, hluboce zarmoucenou přesvědčením, že Beaumarchais má nyní vážný zájem o někoho jiného. Poté, co byl Figaro schválen královskou cenzurou, měla jeho premiéra velký ohlas. Ludvíka XVI. však popudily jeho volnomyšlenkářské nápady, které Beaumarchais ve své hře vložil protagonistovi do úst, a nechal básníka uvrhnout do vězení. Po několika měsících ve vězení ho Ludvík XVI. hodlá znovu propustit. Beaumarchais však chce opustit svou celu pouze pod podmínkou, že jeho Figaro bude znovu proveden. Ludvík XVI. nakonec souhlasí.

## Obsazení
| Fabrice Luchini       | Beaumarchais                 |
| Manuel Blanc          | Gudin                        |
| Sandrine Kiberlainová | Marie-Thérèse                |
| Michel Serrault       | Ludvík XV.                   |
| Jacques Weber         | vévoda de Chaulnes           |
| Michel Piccoli        | princ de Conti               |
| Claire Nebout         | rytíř d'Eon                  |
| Dominique Besnehard   | Ludvík XVI.                  |
| Jean-François Balmer  | Antoine de Sartine           |
| Axelle Laffont        | Mariette Lejay               |
| Florence Thomassin    | Marion Ménard                |
| Murray Head           | lord Rochford                |
| Jean-Claude Brialy    | abbé                         |
| Jean Yanne            | Louis Goëzman                |
| Martin Lamotte        | hrabě de la Blache           |
| André Oumansk         | prezident parlamentu         |
| Maka Kotto            | Cézaire                      |
| Jeff Nuttall          | Benjamin Franklin            |
| Patrick Bouchitey     | Monsieur Lejay               |
| Michel Aumont         | baron de Breteuil            |
| Pierre Gérard         | hrabě de Provence            |
| Dominic Gould         | Arthur Lee                   |
| Évelyne Bouix         | Élisabeth Vigée-Lebrun       |
| Judith Godrèche       | Marie Antoinetta             |
| Isabelle Carré        | Rosine                       |
| José Garcia           | Figaro                       |
| François Morel        | sedlák                       |
| Alain Chabat          | dvořan                       |
| Roland Blanche        | Charles Théveneau de Morande |
| Guy Marchand          | člen parlamentu              |

## Ocenění
- Mezinárodní filmový festival v Karlových Varech: nominace na Křišťálový glóbus
- National Board of Review: nejlepší zahraniční film
- César: nominace v kategoriích nejlepší herec (Fabrice Luchini), nejlepší kostýmy (Sylvie de Segonzac) a nejlepší výprava (Jean-Marc Kerdelhue)
- Satellite Award: nominace za nejlepší kostýmy (Sylvie de Segonzac)